# ヴィクトル・ラモス・フェレイラ
ヴィクトル・ラモス・フェレイラ（Victor Ramos Ferreira, 1989年5月5日 - ）は、ブラジル・バイーア州サルヴァドール出身のサッカー選手。カンピオナート・ブラジレイロ・セリエB・ゴイアスEC所属。ポジションはディフェンダー。

## 来歴

### クラブ
2009年8月31日、スタンダール・リエージュに移籍した。
2011年7月20日、CRヴァスコ・ダ・ガマに期限付き移籍した。
2012年1月31日、ECヴィトーリアに期限付き移籍した。
2013年12月17日、CFモンテレイに移籍した。
2015年1月12日、SEパルメイラスへ期限付き移籍した。
2016年、ECヴィトーリアに期限付き移籍した。
2017年4月6日、アソシアソン・シャペコエンセ・ジ・フチボウに移籍した。
2017年12月20日、梅県客家足球倶楽部にクラブ初の外国人選手として加入するも、2018年1月18日に双方の合意により契約が解除された。
2018年6月、ゴイアスECに加入した。